# Henny Langeveld

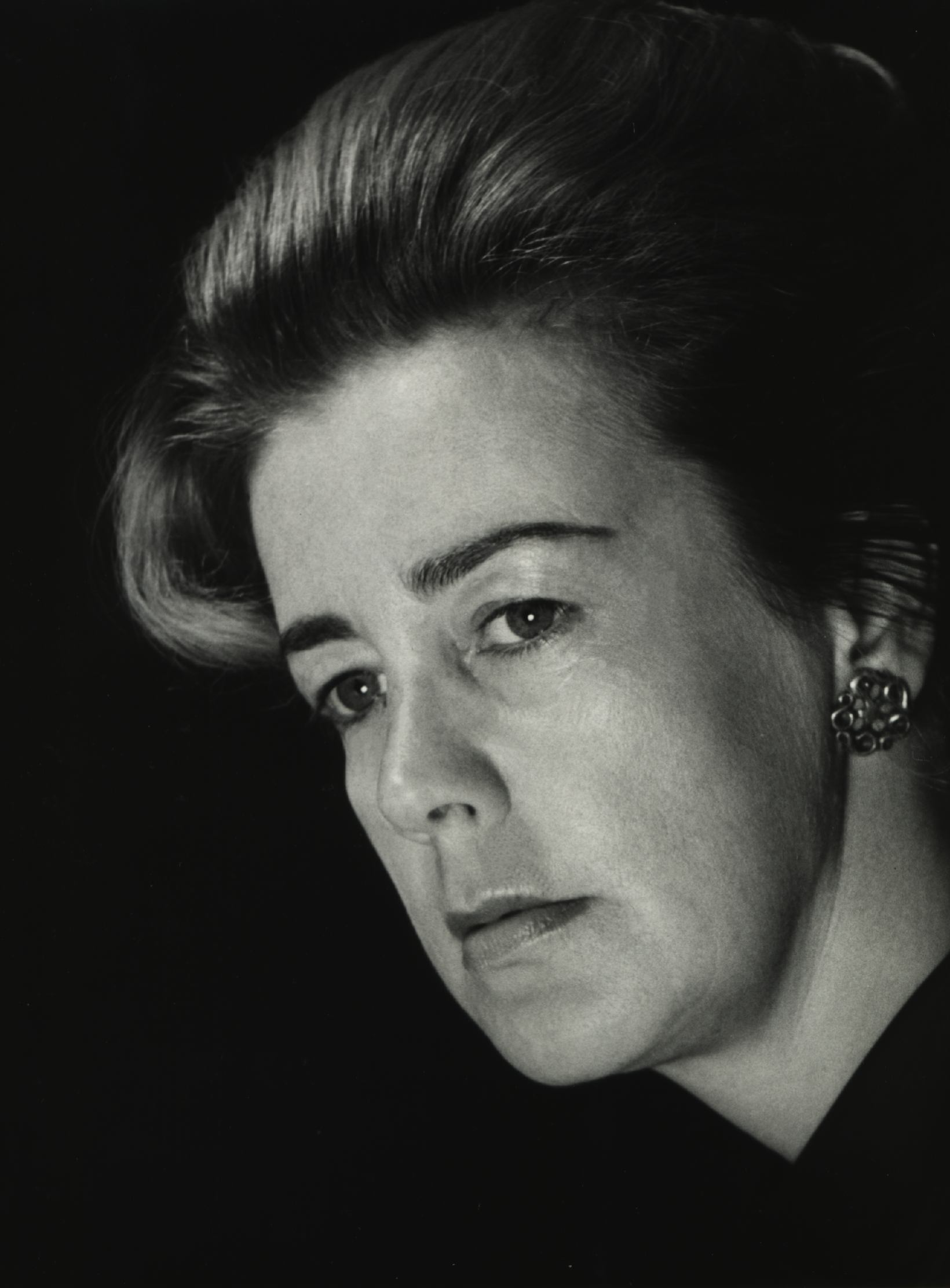
Henny Langeveld, ca. 1965.

Hendrika Marie in 't Veld-Langeveld (Hilversum, 21 juli 1926 - Leiden, 23 februari 2004) was een Nederlands sociologe en hoogleraar Emancipatievraagstukken aan de Erasmus Universiteit Rotterdam, waar eind 2020 het Langeveld gebouw naar haar is vernoemd.
Van 1972 tot 1982 was ze lid van de Wetenschappelijke Raad voor het Regeringsbeleid (WRR), waar ze een belangrijke bijdrage leverde aan de beleidsontwikkeling voor brede maatschappelijke problemen.

## Levensloop

### Jeugd, opleiding en eerste carrièrestappen
Langeveld werd geboren in Hilversum in 1926, en groeide op in Haarlem. Haar vader was chef-kok bij de Rotterdamse Lloyd, en haar moeder was onderwijzeres. Van 1938 tot 1942 zat ze op de hogereburgerschool in Haarlem, en in 1945 haalde ze het staatsexamen gymnasium. Vervolgens studeerde ze sociologie aan de Universiteit van Amsterdam van 1945 tot 1950. In 1957 promoveerde ze op de Rijksuniversiteit Utrecht op het proefschrift "Migratiemotieven, migratiebeheersing en hun selectieve betekenis: een onderzoek in Oost-Groningen".

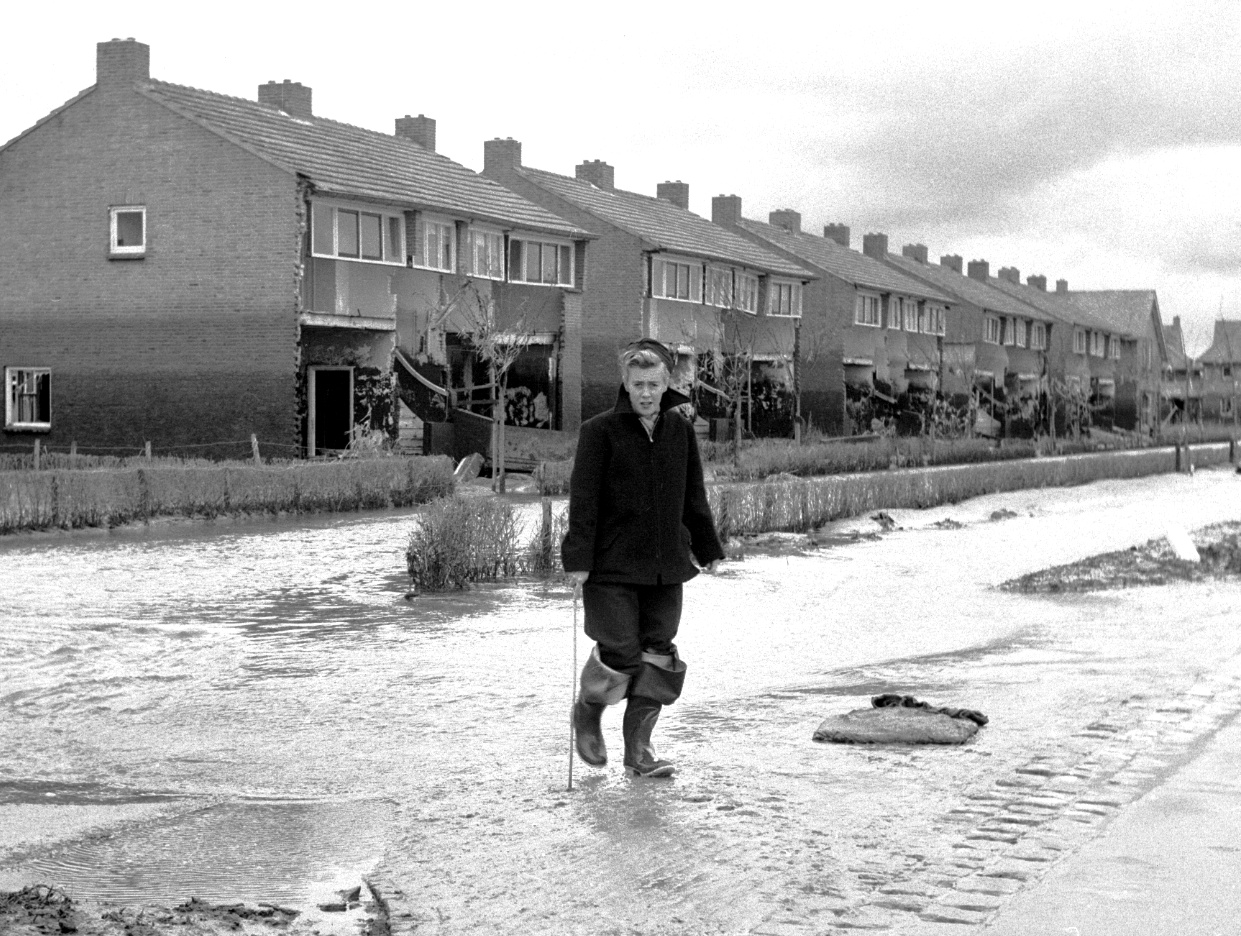
Op onderzoek in Zeeland (Kruiningen, Rijksweg) na Watersnoodramp van 1953.

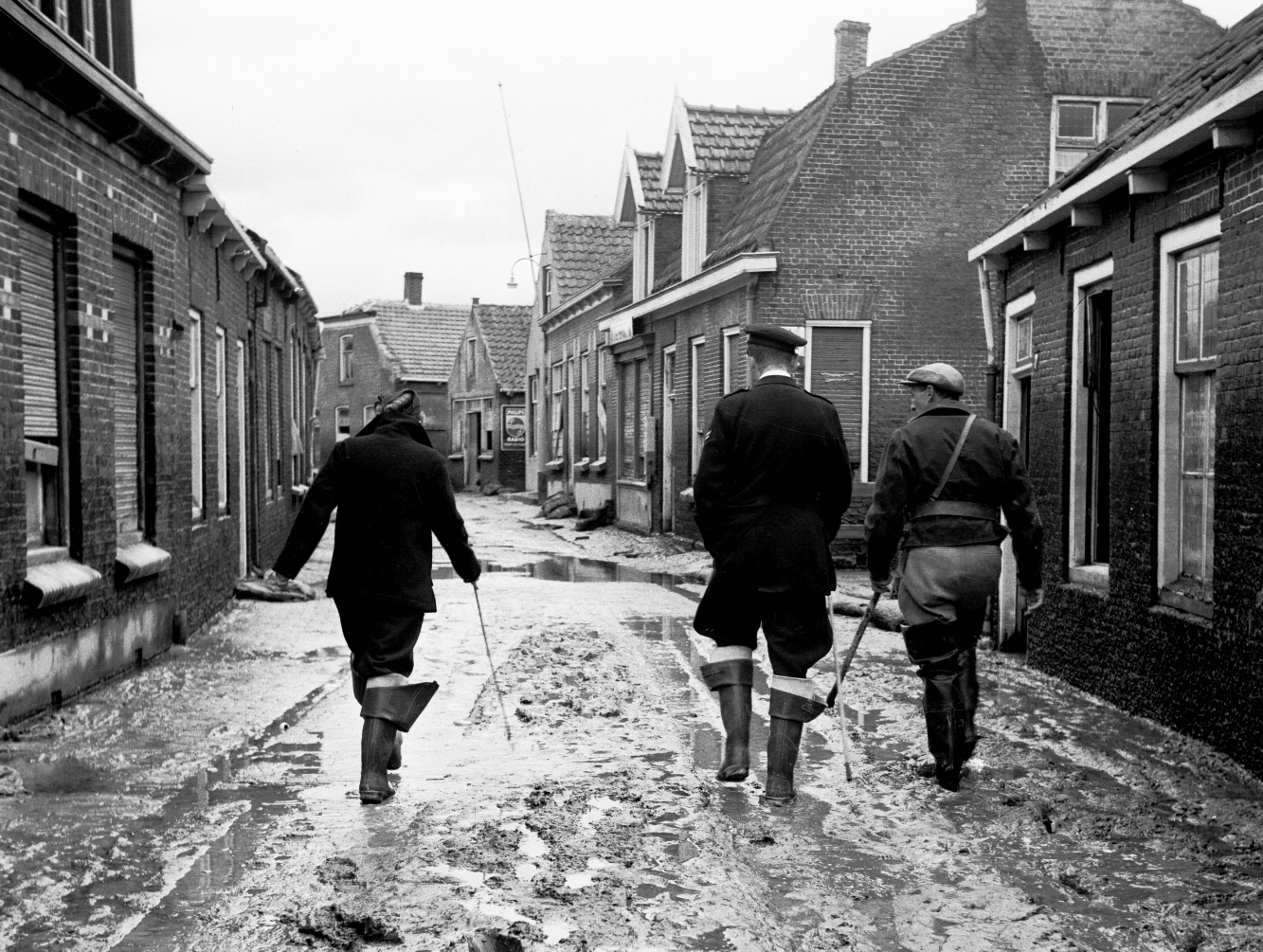
Dezelfde dag in Zeeland, (Kruiningen, Nieuwstraat) 1953.

Vanaf 1950 was ze onderzoekster bij het Instituut voor Sociaal Onderzoek van het Nederlandse Volk (ISONEVO), waar ze werkte onder J.A.A. van Doorn. Hier bracht ze rapporten uit over onder andere kunst- en cultuurspreiding, sociale stratificatie, en migratie.
In het jaar 1960-61 werkte ze als wetenschappelijk medewerker aan de Universiteit Leiden. Ze stapte in 1962 over naar de Nederlandse Economische Hogeschool, tegenwoordig Erasmus Universiteit in Rotterdam, waar zij begon als wetenschappelijk medewerker. In 1964 werd zij lector, in 1968 gevolgd door haar benoeming tot gewoon hoogleraar Empirische Sociologie. Haar aandacht lag bij publicaties over met name gezinssociologie, emancipatie van de vrouw, en onderzoek en beleid. In maart 1973 maakte zij de overstap naar Den Haag.

### Latere carrière

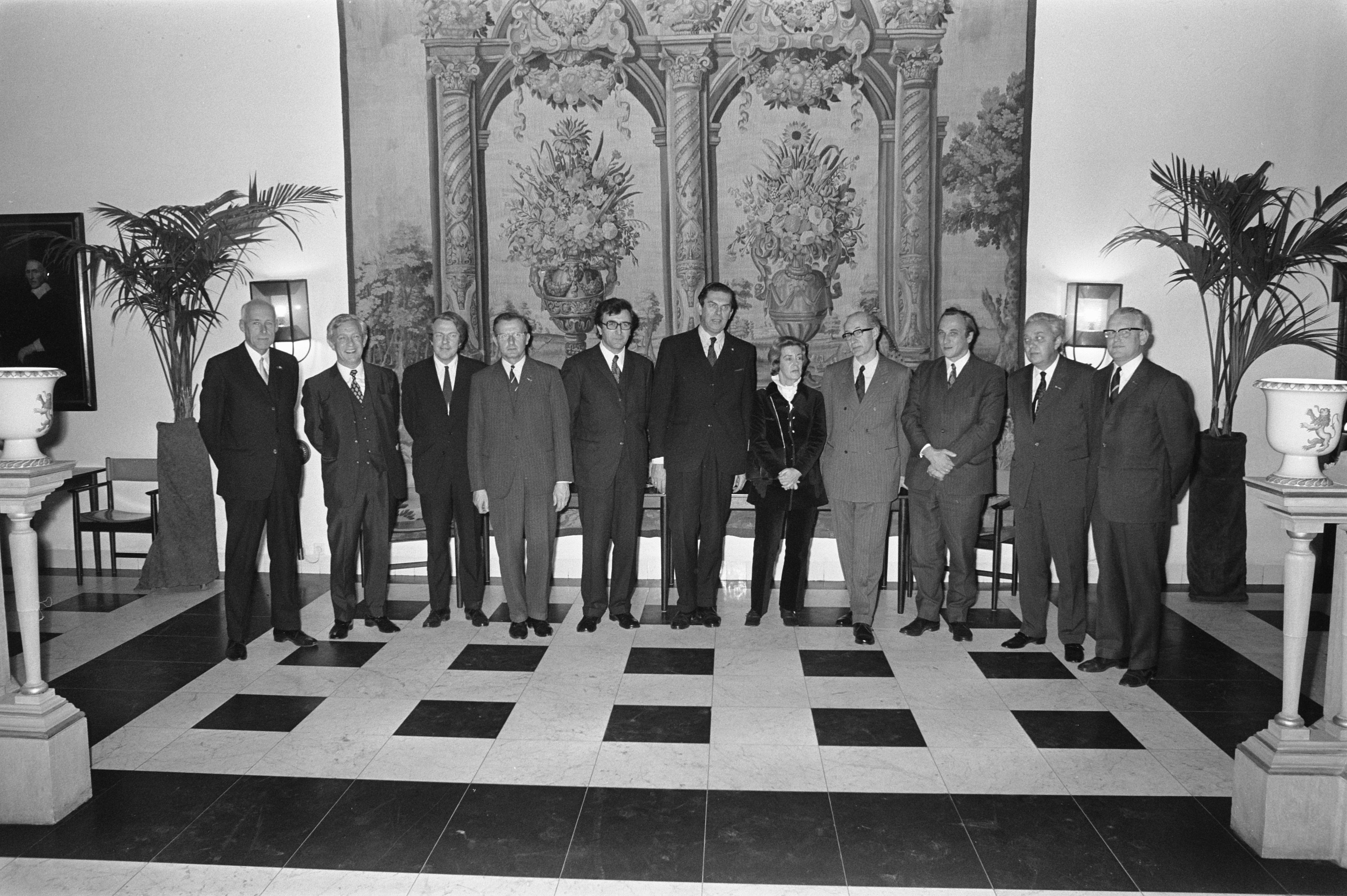
Premier Biesheuvel installeert voorlopige wetenschappelijke Raad voor het Regeringsbeleid, 1972

Van 1973 tot 1982 was ze kaderlid van de Wetenschappelijke Raad voor het Regeringsbeleid. Hier heeft ze bijgedragen aan onderzoeken als "Over sociale ongelijkheid" en "Herwaardering van welzijnsbeleid".
In 1986 keerde ze terug naar de Erasmus Universiteit Rotterdam, als hoogleraar met de leeropdracht Emancipatievraagstukken. Zij bleef tot haar pensionering in 1991 aan de EUR verbonden. Hier onderzocht ze met name "de cultuur van de verzorgingsstaat", en "ontwikkelingen rond huwelijk en gezin".
Langeveld heeft verder vele nevenfuncties vervuld. Onder andere in 1963 in het eerste bestuur van de Boekmanstichting. Vanaf 1976 was ze bestuurslid van de abortuskliniek Leiden. Van 1986 tot 1998 was ze lid van het begeleidingscollege van het Sociaal en Cultureel Planbureau. Tot 1994 was ze tevens voorzitter van de Nederlandse vereniging voor maatschappij- en cultuurwetenschappen. En in het nieuwe millennium heeft ze zich als voorzitter van de stichting LABOR nog ingezet voor leeftijdsbewust personeelsbeleid.
Tot haar studenten behoren H.A.M. Jansen, docent medische sociologie EUR. Tot haar naaste medewerkers behoorde Han Leune.

### Familie
Langeveld was getrouwd met Jan in 't Veld (1925-2005), met wie ze een academische interesse in de toepassing van systeemtheorie deelde. Terwijl Jan in 't Veld een systeemkunde voor de technische bedrijfskunde ontwikkelde, paste zij dit toe in sociologische studie van onder andere emancipatievraagstukken.

## Werk
Langeveld was een van de eerste vrouwelijke hoogleraren sociologie in Nederland. Met haar werk heeft ze een belangrijke bijdrage geleverd aan de beleidsontwikkeling voor brede maatschappelijke problemen, met name op de hieronder genoemde onderwerpen.

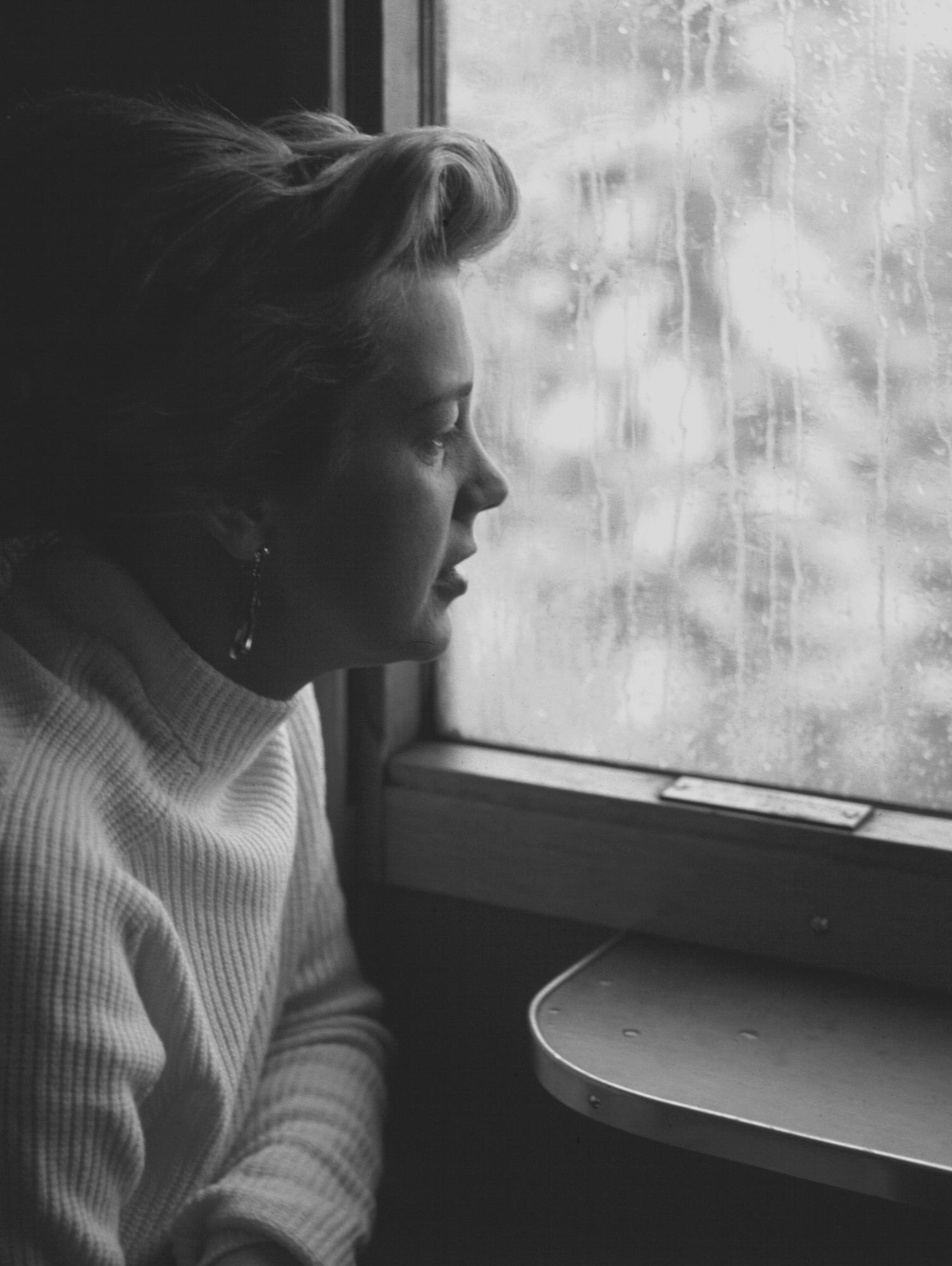
Onderweg in 1960.

### Vrouw-Beroep-Maatschappij
In Vrouw-Beroep-Maatschappij uit 1969 geeft Henny Langeveld een evaluatie van de posities van vrouwen in het Nederlandse arbeidsbestel van die dagen. Hierbij werkt ze vanuit het systeemtheorisch gezichtspunt van conflicterende rollen. De betrokken instituties beschouwt ze hierbij als subsystemen. De subsystemen van belang zijn de arbeidsorganisaties, de vakbeweging, de overheid, de arbeidsbemiddeling, het gezin, de beroepenvoorlichting en het onderwijs. Haar standpunt ten aanzien van de beroepsarbeid en gezin was in het kort:
- De maatschappelijke ontwikkeling gaat in de richting van een grotere deelneming van vrouwen in het arbeidsproces. Dit is een trend die - al zou men dat willen - niet meer te keren valt; hoogstens kan men deze trend in zulke banen proberen te leiden dat het gezin er niet de dupe van wordt, waarbij men op het volgende punt dient te letten.
- Ook het gezin is geen onveranderlijke grootheid. De huidige toenemende participatie van gehuwde vrouwen in het arbeidsbestel is mede een gevolg van veranderingen in het gezin, die zich al hebben voltrokken of bezig zijn zich te voltrekken.
- Naar mijn - overigens nog niet empirisch te staven - overtuiging is de vrouw die zich isoleert in haar gezin niet meer in staat haar kinderen adequaat toe te rusten voor hun maatschappelijk bestaan. Waarmee overigens nog niet gezegd is, dat het isolement alleen door beroepsarbeid opgeheven kan worden.

In haar analyse signaleert ze een "achterstelling, een achterstelling die in stand wordt gehouden door de wijze waarop subsystemen opereren. De voortdurende ongelijkheden tussen mannen en vrouwen op de arbeidsmarkt zijn het gevolg van institutionele incentives die consequent de rolverschillen tussen mannen en vrouwen onderstrepen".

### De emancipatie van de vrouw
Voor de Wetenschappelijke Raad voor het Regeringsbeleid verrichtte Henny Langeveld in samenwerking met Jan Schoonenboom in 1976 een scenariostudie naar de emancipatie van de vrouw. Deze studie pleit voor het optimaliseren van arbeidsparticipatie van de vrouw met behoud van de gezinsverantwoordelijkheid. Dit pleidooi lijkt volgens Anneke van Doorne-Huiskes "nogal op het zogenaamde anderhalfverdienersmodel dat in Nederland een hoge vlucht heeft genomen en nu dominant is: vrouwen nemen weliswaar deel aan het beroepsleven, maar gezinstaken blijven primair hun verantwoordelijkheden, mannen zijn als eersten voor de kostwinning verantwoordelijk".
Langeveld pleit in haar studie verder voor de gelijke positie van man en vrouw in gezin en arbeid, waarbij mannen en vrouwen beiden deeltijdfuncties kunnen hebben en onderling de huishoudelijke zorg gelijkelijk verdelen. Ten slotte wordt ook de variant besproken van volledige banen per huishouden, waarbij ze de kans voorziet van een toenemend aantal alleenstaanden en een mogelijke toename van kinderloosheid.

### Binding in vrijheid
In de studie "Binding in vrijheid" uit 1985 verrichtte Langeveld een onderzoek naar toekomstige gezinnen, relaties en hulpverlening. Hierin schetst ze de ontwikkelingen van basisrelaties, ontwikkelingen betreffende huwelijk, gezin, familie en buren. In de vakliteratuur gaat ze na welke alternatieven voor het levenslange, monogame huwelijk in eigentijdse samenlevingen verbreid raken. Van al die actuele trends blijft in de praktijk niet veel over: het open en het vrije huwelijk, groepshuwelijken, rolverwisselingen, iedereen leest erover, maar bijna niemand doet eraan. In het overzicht ontbreekt één, klassieke, variant: het huwelijk waarin de man en vaak ook de vrouw een vaste geliefde buitenshuis hebben, maar in gezinsleven en zakenkwesties hecht bijeen blijven. Dat was het aristocratisch en grootburgerlijk arrangement, dat in een iets andere vorm ook voor het Caraïbisch gebied beschreven is. Die huwelijksvorm met maintenees, minnaars en buitenvrouwen heeft blijkbaar nog geen nieuwe ideologen gevonden en ook geen openlijke belijders. Aansluitend schetst ze een beeld van de initiatieven tot hulpverlening en hun ontwikkelingskansen onder de noemers van individualisering en solidariteit.
In dit werk concludeert Langeveld, dat "de verscheidenheid aan samenlevingsvormen verder zullen toenemen. Steeds meer mensen zullen opeenvolgende partners hebben, hetzij in de vorm van een huwelijk of van een samenwoning. De hulpvraag is door deze ontwikkelingen aan verandering onderhevig. Een spontane aanpassing aan de individualiseringsprocessen zijn de initiatieven tot onderlinge vrijwillige hulp, zoals de burenhulpdiensten, de zelfhulpgroepen, de telefonische hulpdiensten e.d. De aanvulling die de onderlinge hulp, in de huidige opzet op de professionele dienstverlening biedt, is echter beperkt. Een overname en uitbouw van de initiatieven door de professionele dienstverlening zal echter leiden tot het verlies van het persoonlijke en flexibele karakter van vrijwilligershulp".

### Beleid met toekomst
Het beleidsproces is het geheel van handelingen met betrekking tot het voorbereiden, bepalen, uitvoeren, evalueren en bijsturen van een bepaald beleid, en komt tot stand in een voortdurende wisselwerking tussen denken en doen. In "Beleid met toekomst" uit 1990 is Langeveld in samenwerking met Rob Jaarsma nagegaan welke elementen de beleidsprocesvoortgang bevorderd of belemmerd hebben, en wat hierbij mogelijke oorzaken zijn. Deze oorzaken hebben zij gezocht in de formele en informele communicatie, de domeinafbakening tussen gemeentelijke diensten onderling en/of gemeente en veld, de formulering van het beleid, beschikbare gelden, of wettelijke kaders. Volgens hen zijn er verschillende soorten weerstanden te onderscheiden die het beleidsproces negatief kunnen beïnvloeden:
- normatieve weerstanden: angst voor reacties van de naaste omgeving, indien strijdig wordt gehandeld met de dominante waarden en normen;
- machtsweerstanden: voortvloeiend uit verzet tegen pogingen om de bestaande verhoudingen te wijzigen;
- praktische weerstanden: facetbeleid beperkt de vrijheidsgraden van het management, het legt beslag op middelen die niet voor andere primaire sectordoelen kunnen worden ingezet en staat letterlijk en vaak figuurlijk haaks op het sectorale beleid;
- psychologische weerstanden: angst voor verlies aan zekerheden en om niet langer geaccepteerd te worden.

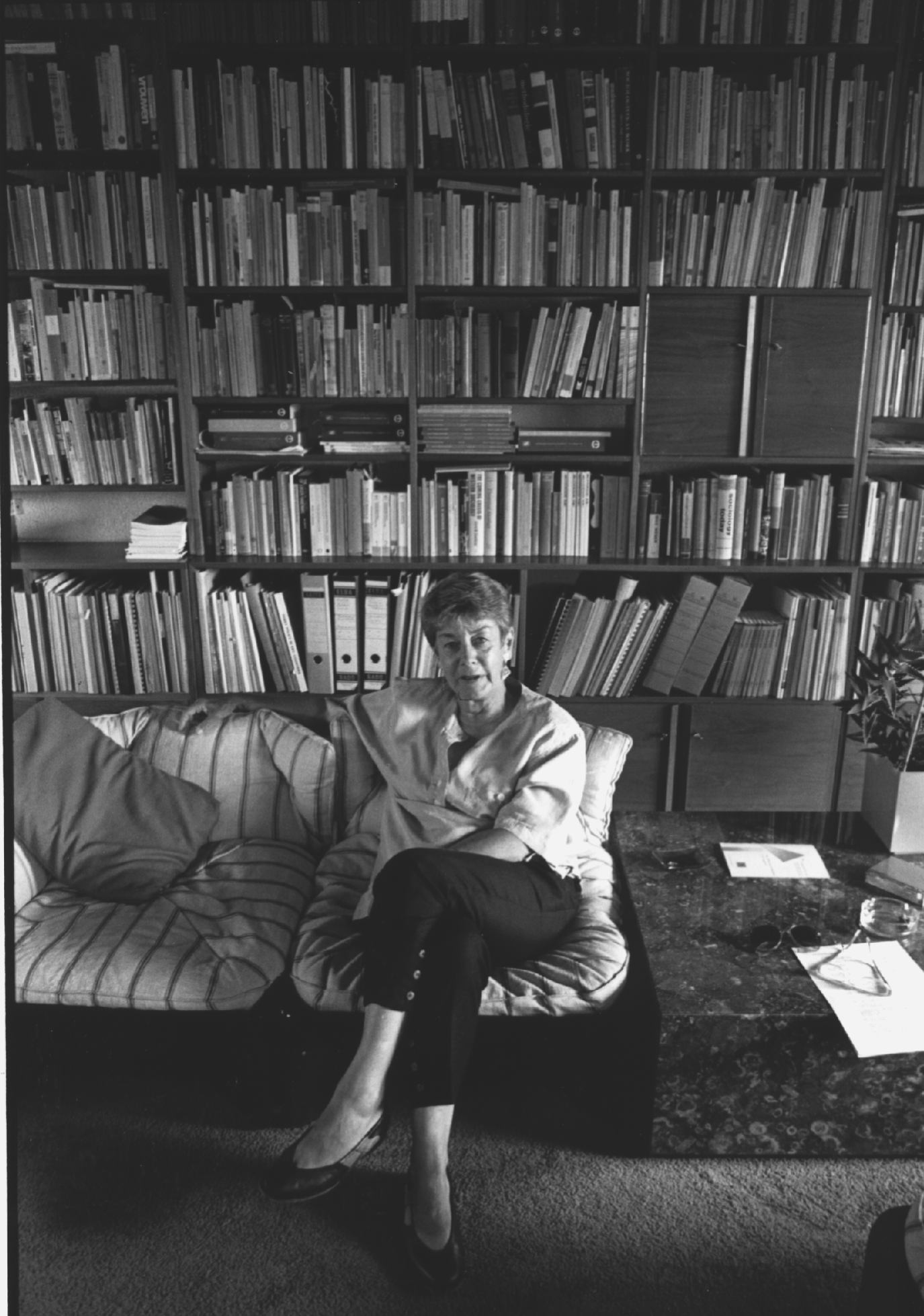
Na haar ermeritaat in 1991.

### De weelde van de vrijheid
In "De weelde van de vrijheid" uit 1995 geeft Henny Langeveld haar visie over de sterk toegenomen individuele vrijheid van de mens. Los van kerk, familie en gezin, stelt ze, "kan de individuele persoon steeds meer in alle vrijheid een eigen leven invullen. Aan de andere kant heeft die vrijheid ook zijn beperkingen, omdat de mens tegelijkertijd steeds meer wordt aangesproken als individu dat zelf beslissingen neemt, waarden interpreteert en realiseert, prestaties levert en zijn relaties tot anderen vormgeeft". Langeveld onderkent het proces van individualisering op drie verschillende terreinen: het privédomein, het arbeidsdomein en het publiek domein. In deze legt ze een duidelijk verband tussen 'individualisering' en de toemende sociale problemen uit de tijd op het gebied (geestelijke) gezondheidszorg, de arbeidsmarkt en de criminaliteit.

### Toekomstscenario's voor cultuurbeleid
In de studie voor de Boekmanstichting en het SCP uit 2000 Kunst op termijn: toekomstscenario's voor cultuurbeleid, een studie signaleert Langeveld, dat vraag en aanbod in de kunst steeds verder uit elkaar dreigen te groeien. Ze ontwikkelt hierin enige toekomstbeelden voor de komende 20 à 25 jaar over de positie van de kunst in de samenleving en de positie van kunstenaars als beroepsgroep. Ze vraagt zich verder af of kunst als publieke voorziening nog een reële optie is. Hoe kan verdere versnippering van het kunstbudget worden voorkomen? Is het kwaliteitsbegrip aan herijking toe? Krijgt sociale spreiding een kans van slagen? Is decentralisatie van het kunstbeleid naar de steden gewenst? Om de discussie over deze probleemgebieden te stimuleren schetst Langeveld twee scenario's:
- de 'ondernemende samenleving waarin de vrije markt domineert: ligt in het verlengde van de huidige samenleving. Daartegenover stelt zij een kunstbeleid dat sterk is gestuurd door overheden en waarin kunsteducatie een sleutelpositie inneemt. Een dergelijk kunstbeleid maakt deel uit van wat Langeveld 'een ingetogen samenleving' noemt.
- de 'ingetogen samenleving' met aandacht voor het milieu en voor sociale cohesie hoog op de agenda. Voor beide scenario's draagt Langeveld strategieën aan om de problemen in toneel, muziek, de beeldende kunst en kunsteducatie het hoofd te bieden.

Langeveld stelt dat beide scenario’s een zekere mate van plausibiliteit hebben. De cultuur van de samenleving bepaalt echter welk scenario het dichtst wordt benaderd. Ontwikkelingen in de kunst zijn immers veel meer afhankelijk van de ontwikkeling op cultureel gebied dan van ups en downs in de economie, hoewel ze er niet helemaal los van staan. De onderzoekers stellen tot slot dat die herwaardering er niet vanzelf komt maar dat educatie hier een belangrijke voorwaarde voor is".